# Папуга білолобий
Папуга білолобий (Deroptyus accipitrinus) — вид папугоподібних птахів родини папугових (Psittacidae). Єдиний представник монотипового роду Білолобий папуга (Deroptyus). Мешкає в Південній Америці.

## Опис

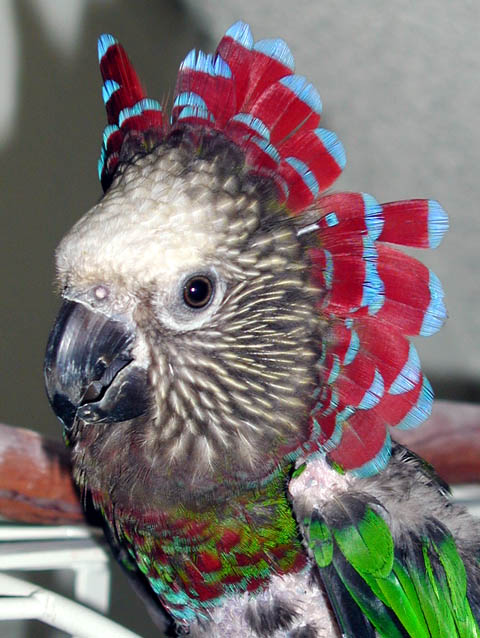
Білолобий папуга розпушив "комірець"

Білолобі папуги досягають довжини 35 см і ваги від 190 до 280 г. Довжина хвоста становить 16 см. Особливістю білолобгих папуг є довгі рухливі пера на голові, темно-кармінового кольору з блакитними краями. Під час переляку, агресії і ігор ці пера стають дибки, утворюючи "комірець". Груди, живіт і шия також покриті червоними перами з блакитним краями. Обличчя коричневе, лоб і тім'я кремово-білі, спина крила і боки зелені, кінчики крил і нижня сторона хвоста чорні. Навколо карих очей є коло з голої чорної шкіри. Дзьоб темно-сірий, лапи сірі. У молодих птахів біла пляма на лобі відсутня. Крім того, нижня сторона тіла в них світліша. В неволі живуть до 40 років.

## Поширення
Білолобі папуги мешкають в амазонській сельві та інших густих тропічних лісах Бразилії, Болівії, Венесуелі, Колумбії, Суринамі, Гаяні, Французькій Гвіані, Перу і Еквадорі на висоті до 400 м над рівнем моря. Підвид Deroptyus accipitrinus fuscifrons мешкає тільки в бразильському штаті Пара. Він вирізняється відсутністю білої пліми на лобі.

## Раціон
Білолобі папуги харчуються горіхами, фруктами, насінням і ягодами.

## Розмноження
Білолобі папуги живуть невеликими зграйками до 30 птахів. Вони гніздяться в дуплах дерев. Розмножуються в лютому-березні. В кладці 2-3 яйця, інкубація триває 26 днів. Пташенята вперше покидають гніздо у віці 10 тижнів.

## Збереження
Це численний і поширений вид птахів. МСОП вважає цей вид таким, що не потребує особливих заходів зі збереження.